# Jazz di Baltimora

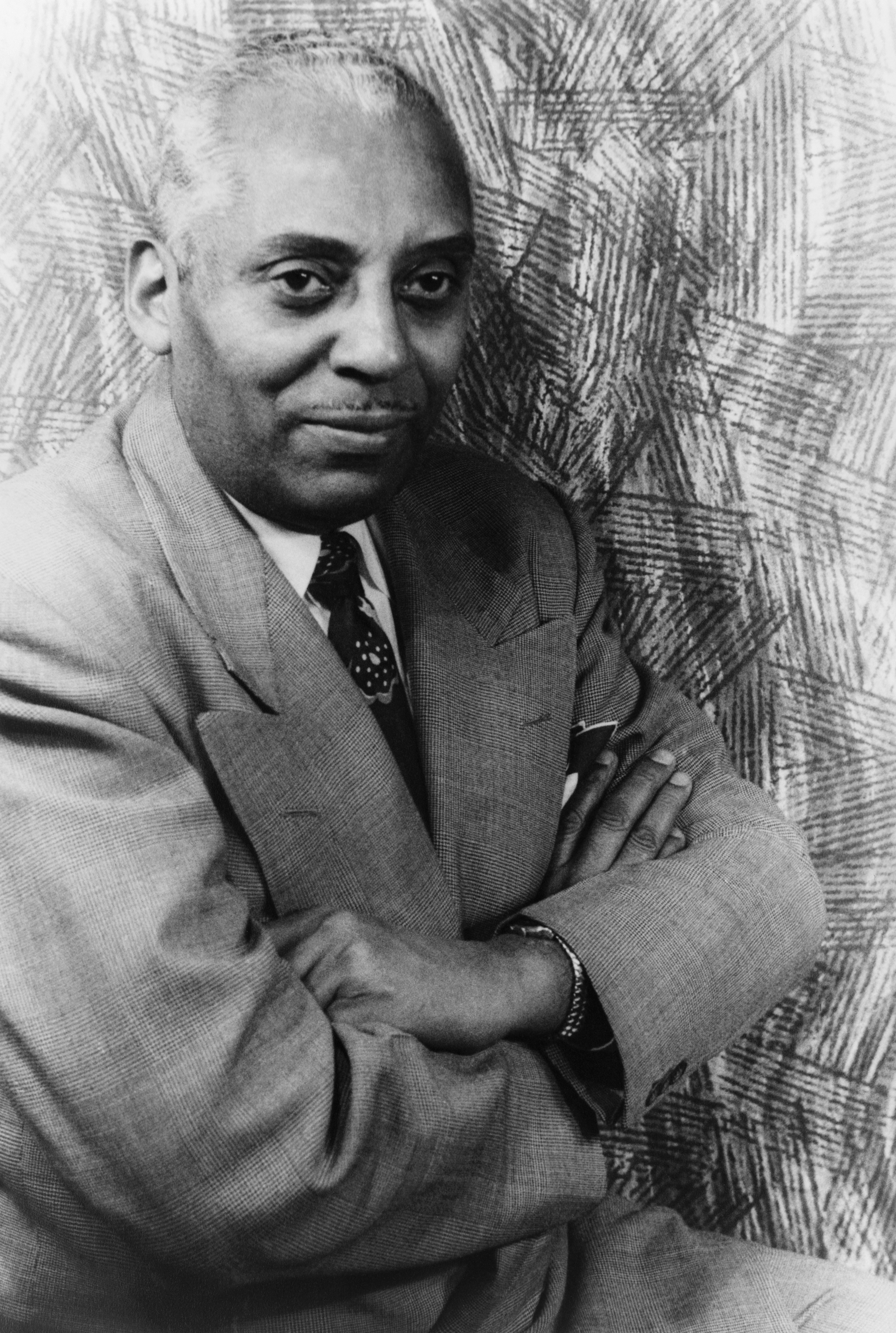
Noble Sissle

Il Jazz di Baltimora si era sviluppato localmente nel 1917, quando il periodico nero locale, il Baltimore Afro-American notò la sua popolarità in alcune aree. Due anni dopo, il leader nero T. Henderson Kerr si vantò che il suo atto includeva "niente jazz, niente musica traballante, niente danze volgari o suggestive".

## Storia
Artisti jazz locali suonavano in Baltimore Street, in una zona conosciuta come The Block, situata tra Calvert e Gay Streets. Il pubblico jazz si accorreva nei locali di musica della zona e altrove, come i parchi di divertimento intorno a Baltimora; alcuni dei luoghi più importanti includevano l'Richmond Market Armory, l'Old Fifth Regiment Armory, il Pythian Castle Hall e il Galilean Fisherman Hall. Negli anni trenta, tuttavia, il Ritz era il più grande club di Pennsylvania Avenue ed era la sede della band di Sammy Louis, che fece un tour di grande successo in tutta la regione.

## Gli inizi
Il primo gruppo di Baltimora ad applicare autonomamente l'etichetta jazz era guidato da ohn Ridgely, e conosciuto come John Ridgely Jazzers o Ridgely 400 Society Jazz Band, che comprendeva il pianista Rivers Chambers. Ridgely organizzò la band nel 1917 e negli anni '20 suonavano quotidianamente al Maryland Theatre. I due più popolari tra i primi artisti jazz di Baltimora, tuttavia, furono Ernest Purviance e Joseph T. H. Rocheste, che lavorarono insieme, come Drexel Ragtime Syncopators, dando inizio a una moda di danza conosciuta come "Shimme She Wabble She". Come i Drexel Jazz Syncopators, rimasero popolari negli anni '20.

Il Royal Theatre fu il più importante locale jazz di Baltimora per gran parte del XX secolo e produsse uno dei leader musicali della città, Rivers Chambers, che guidò la band del Royal dal 1930 al 1937. Chambers era un polistrumentista che fondò la Rivers Chambers Orchestra dopo aver lasciato The Royal e divenne uno dei "preferiti dell'alta società del Maryland". Come bandleader del Royal, a Chambers succedette Tracy McCleary, di formazione classica, la cui band, i Royal Men of Rhythm, comprese Charlie Parker per un certo periodo. Molti dei membri della band dei Royal si univano agli spettacoli in tournée quando passavano da Baltimora; molti avevano lavori giornalieri nell'industria della difesa durante la seconda guerra mondiale, incluso lo stesso McCleary. La carenza di musicisti durante la guerra portò ad un allentamento di alcuni aspetti della segregazione, inclusa la band dei Royal, che iniziò ad assumere musicisti bianchi subito dopo la guerra. McCleary sarebbe stato l'ultimo direttore del Royal, tuttavia, mentre l'orchestra di Chambers divenne un appuntamento fisso a Baltimora, arrivando a includere fino a trenta musicisti, che a volte si dividevano in gruppi più piccoli per le esibizioni. Chambers aveva raccolto molti musicisti da tutto il paese, come Tee Loggins dalla Louisiana. Altri artisti della sua orchestra includevano il trombettista Roy McCoy, il sassofonista Elmer Addison e il chitarrista Buster Brown, autore della canzone più caratteristica dell'orchestra, They Cut Down That Old Pine Tree che la Rivers Chambers Orchestra avrebbe continuato a suonare per più di cinquant'anni.

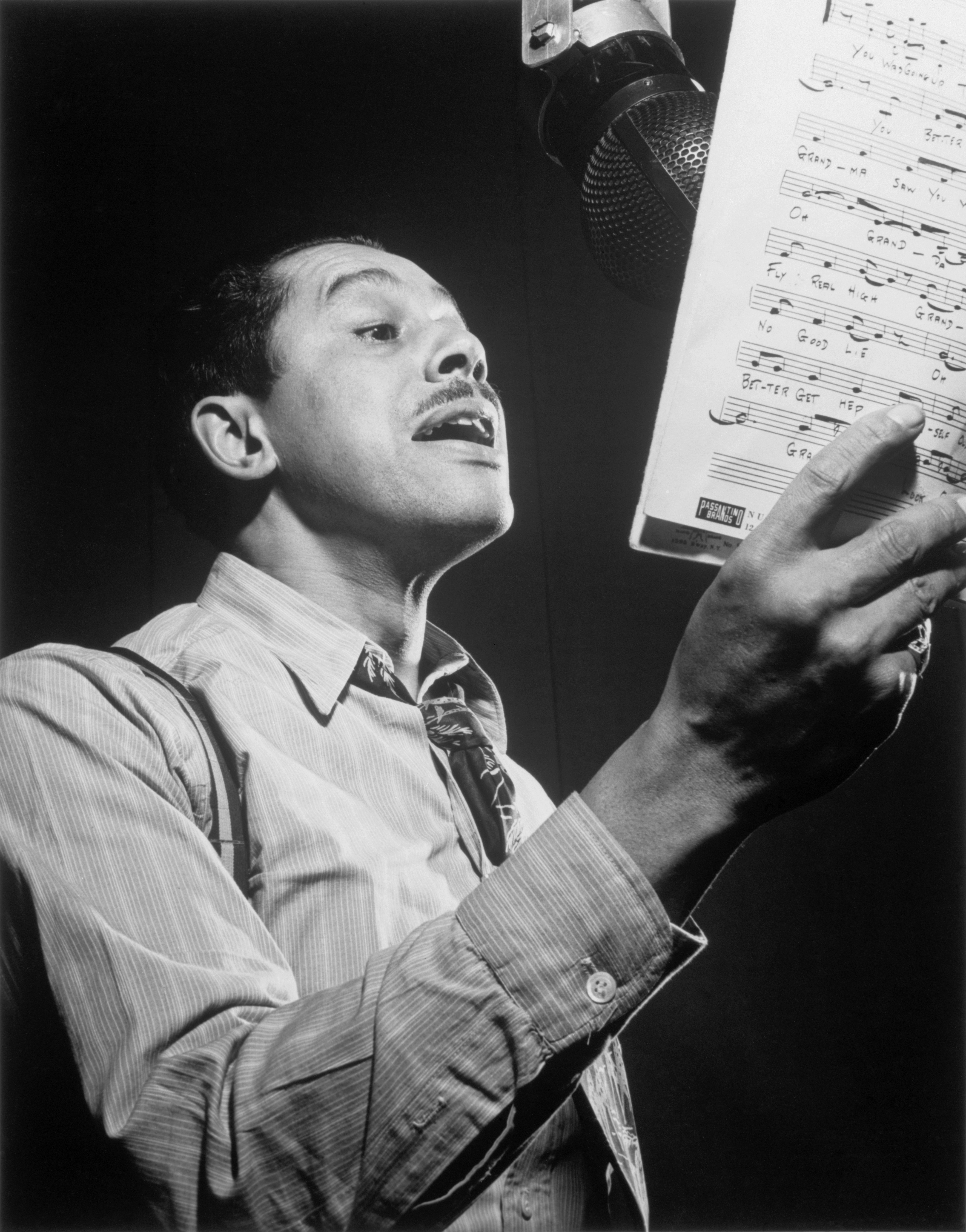
Cab Calloway

## I pionieri
I primi pionieri del jazz di Baltimora comprendevano Blanche Calloway, una delle prime donne leader di una band jazz negli Stati Uniti e sorella della leggenda del jazz Cab Calloway. Entrambi i Calloway, come molti dei più importanti musicisti neri di Baltimora, avevano studiato alla Frederick Douglass High School con William Llewellyn Wilson, lui stesso un rinomato interprete e direttore d'orchestra della prima Orchestra Sinfonica afroamericana a Baltimora. Baltimora era anche la patria di Chick Webb, uno dei batteristi più acclamati del jazz, che divenne una star della musica nonostante fosse nato gobbo e paralizzato all'età di cinque anni. Più tardi gli artisti jazz di Baltimora compresero Elmer Snowden e Ethel Ennis. Dopo il declino di Pennsylvania Avenue negli anni '50, la scena jazz di Baltimora cambiò. La Left Bank Jazz Society, un'organizzazione dedita alla promozione del jazz dal vivo, iniziò a tenere una serie settimanale di concerti nel 1965, con i più grandi nomi del settore, tra cui Duke Ellington e John Coltrane. I nastri di queste registrazioni divennero leggendari tra gli appassionati di jazz, ma non iniziarono ad essere pubblicati fino al 2000, a causa di complicazioni legali.

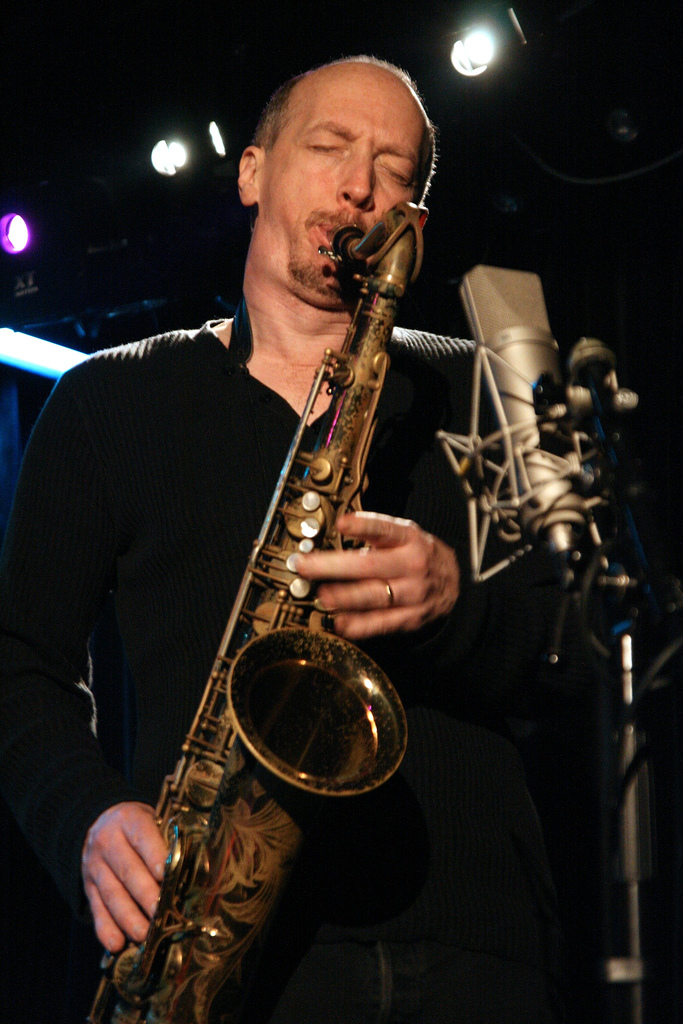
Ellery Eskelin

## I sassofonisti
Baltimora è nota per i sassofonisti jazz, avendo prodotto artisti recenti come Antonio Hart, Ellery Eskelin, Gary Bartz, Mark Gross, Harold Adams, Gary Thomas e Ron Diehl. Lo stile della città combina il jazz sperimentale e intellettuale di Filadelfia e di altre parti del nord con una tradizione del sud più emotiva e libera. I primi sassofonisti famosi di Baltimora includono Arnold Sterling, Whit Williams, Andy Ennis, Brad Collins, Carlos Johnson, Vernon H. Wolst, Jr. Il più famoso, tuttavia, fu Mickey Fields, che iniziò con una band di jump blues, The Tilters, nei primi anni '50 e il suo modo di suonare il sassofono divenne la parte più importante dello stile della band. Nonostante la reputazione e le opportunità a livello nazionale, Fields ha rifiutato di esibirsi fuori dalla regione e rimane una leggenda locale.

Negli anni '60, l'organo Hammond B-3 divenne una parte fondamentale della scena jazz di Baltimora, guidata dal virtuoso Jimmy Smith. Anche la Left Bank Jazz Society svolse un ruolo importante a livello locale, ospitando concerti e promuovendo artisti. La popolarità del jazz, tuttavia, diminuì notevolmente all'inizio del XX secolo, con un pubblico che invecchiava e diminuiva, sebbene la città continuasse a produrre artisti locali e ad ospitare una vivace scena jazz.